# Außerrotte
Die Außerrotte, auch Äußere Großrotte, ist eine der fünf Fraktionen der Gemeinde St. Jakob in Defereggen im Bezirk Lienz (Osttirol).

## Geographie
Die Fraktion Außerrotte liegt zwischen der Fraktion Innerrotte im Westen und Feistritz im Osten. Im Norden grenzt die Außerrotte an die Nachbargemeinden Virgen und Prägraten am Großvenediger, im Süden an St. Veit in Defereggen. Im Nordwesten bildet das Tögischer Bachl die Grenze zur Innerrotte, im Südwesten gehört das westliche Ufer des Brugger Almbachs noch zur Außerrotte, die weiter entfernte Schwefelquelle hingegen bereits zur Innerrotte. Die Abgrenzung zu Feistritz ist unscharf und folgt der historischen Siedlungsentwicklung.
Die Außerrotte wird von der Schwarzach durchflossen und besteht im Wesentlichen aus vier Ortschaften. Am Talboden nördlich Schwarzach befindet sich die Rotte Unteregg, darüber bzw. nördlich an den Abhängen des Tögischer Bergs die Rotte Tögisch. Südlich der Schwarzach am Talboden befindet sich die Rotte Lacken, östlich von Lacken getrennt durch den Feistritzbach die Rotte St. Leonhard. Ebenfalls an der südlichen Talseite befindet sich die Brunnalm mit dem Skigebiet der Gemeinde St. Jakob.

## Bevölkerung
Die Großrotte, wobei hier nicht zwischen der Inneren und der Äußeren Großrotte unterschieden wurde, umfasste 1869 280 Einwohner. 1890 lebten in der Außerrotte 118 Menschen in 17 Häusern, wobei davon 39 Einwohner und sieben Häuser auf Tögisch entfielen. Bis zum Jahr 1910 schrumpfte die Bevölkerung auf 103 Einwohner in 23 Häuser.
1923 lebten in der Fraktion 109 Menschen in 23 Häusern. Die größten Siedlungen waren dabei St. Leonhard und Tögisch mit je 34 Einwohnern in sieben Häusern. Unteregg umfasste 23 Einwohner in fünf Häusern, Lacken 18 Einwohner in vier Häusern. 1951 beherbergte die Außerrotte 135 Menschen in 25 Häusern. 1961 waren es 124 Menschen in 28 bewohnten von insgesamt 29 Gebäuden, 1971 zählte man 126 Einwohner sowie 27 bewohnte Gebäude bei insgesamt 30 Gebäuden. Im Jahr 1981 umfasste die Außerrotte 47 Gebäude, 25 bewohnte Gebäude und 125 Einwohner, 1991 52 Gebäude und 118 Einwohner. In diesem Jahr wurden zudem neun land- und forstwirtschaftliche Betriebe gezählt.
Zuletzt wurden für die Außerrotte im Jahr 2001 121 Einwohner in 61 Gebäuden sowie 13 land- und forstwirtschaftliche Betriebe gezählt.

## Geschichte
Im Mittelalter wurden auf dem Gebiet der heutigen Außerrotte mehrere Schwaigen (Urhöfe) gegründet. Im Tal nördlich der Schwarzach entstand die Schwaige Unteregg bzw. Unteregge, die unter (talauswärts) der aufgeschobenen Hangmoräne an der Ausmündung des Tögischer Bachls angelegt wurde. Von hier aus entstand als späte Raut (Neurodung) das Lerch (Lärch) nordöstlich von Unteregg. Die Untereggerschwaige unterstand der Grundherrschaft der Herren von Hebenstreit zu Glurnhör und Mauer. Um St. Leonhard, das ebenfalls den Herren von Hebenstreit gehörte bestanden mehrere Rauten. Das Fischerlehen / Amoserraut unterstand als Freistift dem Pflegeamt Windisch Matrei, die nicht besiedelte Wetzlraut gehörte als Freistift dem Benefizium Weisberg, das Strohmayerlehen und das Gatterlehen waren Salzburgerische Beutllehen. Im Bereich von Tögisch bestanden zudem die Schwaigen Ober- und Untertögisch die zur Grundherrschaft des Pflegeamts Windisch-Matrei gehörten.
Aus den Volkszählungen lässt sich ablesen, dass der Ortsteil Tögisch seit dem 19. Jahrhundert im Wesentlichen unverändert bebaut blieb. Auch der Ortsteil St. Leonhard wuchs nur wenig. Der Ortsteil Unteregg wuchs nach 1923 an und erhöhte seinen Gebäudestand um mehr als das dreifache bis heute. Lacken blieb hingegen lange Zeit klein und unbedeutend und schrumpfte bis 1971 sogar leicht. In den 1970er Jahren setzte jedoch ein starkes Wachstum ein, das Lacken bis heute zum größten Ortsteil der Außerrotte machte. Grundlage hierfür war die Errichtung der Brunnalmbahn und die Verbauung des linken Ufers des Feistritzbaches mit Wohnhäusern.